# Carlos Eluaiza
Carlos Mario Eluaiza (* 5. Juni 1965 in Las Flores) ist ein ehemaliger argentinischer Boxer. Sein Spitzname waren „El Zurdo“ und „El Vasco“. Als Profi bestritt er 27 Boxkämpfe.

## Kämpfe
Carlos Eluaiza nahm als Amateur an den Olympischen Sommerspielen 1988 in Seoul teil. Im Halbfliegengewichtsturnier verlor er gegen Alexander Machmutow aus der Sowjetunion in der zweiten Runde mit 0:5.
Als Profi gewann er viermal die argentinische Meisterschaft (FAB). Einmal gewann er auch den südamerikanischen Titel im Fliegengewicht. Insgesamt bestritt er 27 Kämpfe bei 24 Siegen, davon 4 KO, und 7 Niederlagen.